# Nathorstland (Groenland)
Nathorstland is een schiereiland in Nationaal park Noordoost-Groenland in het oosten van Groenland. Het is een van de schiereilanden in het fjordensysteem van het Koning Oscarfjord.
Het schiereiland is vernoemd naar Alfred Gabriel Nathorst.

## Geografie
Het schiereiland wordt in het noorden begrensd door het Forsbladfjord en het verlengde ervan naar het westen (Tærskeldal), in het oosten door het Alpefjord, de Prinsessegletsjer en de Borgbjerggletsjer, in het zuiden door het Nordvestfjord en in het westen door het Nordvestfjord en de F. Graaegletsjer. In het noordwesten is het schiereiland verbonden met het vasteland.
Aan de overzijde van het water/ijs ligt in het noorden het Lyellland, in het oosten de Stauningalpen van Scoresbyland, in het zuiden Renland, in het zuidwesten het Hinksland en in het westen Charcotland.
Als gevolg van een ijsdam van de Spærregletsjer is het meer Furesø is het niet verbonden met het Alpefjord.

### Gletsjers
In het Nathorstland bevinden zich meerdere gletsjers, waaronder de F. Graaegletsjer, Hammerskjøldgletsjer, Jomfrugletsjer, Violingletsjer, Toscanogletsjer, Sydgletsjer, Prinsessegletsjer, Borgbjerggletsjer, Spærregletsjer, Trekantgletsjer en Sydvestgletsjer.